# Vlašimići
Vlašimići su bili bohemska plemićka obitelj, dio bohemskog plemstva, vladarska obitelj Kraljevine Bohemije krajem 14. stoljeća. Nakon gubitka vlasti, podijelila se na više obitelji: Vlašimskou, Jankovskou, Jenšteinskou, Nemyčevsi i Úsovskou. Poznati predstavnik dinastije bio je Jan Očko od Vlašima, drugi praški nadbiskup i prvi češki kardinal.
Na obiteljskom grbu prikazana su dva orla na štitu, prezeta od obitelji Vlastislaviců, a od sredine 14. stoljeća, dva zlatna sup a s po dvije glave na srebrnom štitu. 1615. ovi elementi nalaze se na grbu predstavnika dinastije imena Jankovský z Vlašimi. 

## Vanjske poveznice
- (češ.) z Vlašimi - encyklopedie Seznam  Arhivirana inačica izvorne stranice od 9. prosinca 2007. (Wayback Machine), Ottova encyklopedie, 6. veljače 2008.